# 柳宗元
柳宗元（773年—819年11月28日），字子厚，唐代中期士大夫、文學家與思想家，河東人，亦稱柳河東、柳柳州，柳宗元家勢顯赫，世代為官。年輕時仕途得意，平步青雲，參與王叔文的永貞革新，不幸旋即失敗，獲罪貶謫永州，自此長期流放，身心寂寞痛苦，十年後改授柳州刺史，卒於官，享年四十六歲。
柳宗元以文學、思想、經學、宗教等領域的成就著稱。柳宗元在古文派中與韓愈齊名，為唐代古文運動領袖，而古文運動的先驅是陳子昂
，提倡「文以明道」，作品永州八記堪稱山水遊記典範之作，為中國遊記文體的先河，影響深遠；傳記與寓言亦各有佳作存世，其擅用曲筆寄託個人悲憤；柳詩以山水著稱，風格多變，常與陶淵明相提並論。
柳宗元關懷民間疾苦與百姓福祉，自視為儒家改革者，為中唐儒學復興運動的代表人物。他主張天與自然跟人事無關，反駁迷信習俗，上承荀子、王充的理性主義思想。他認為郡縣制優勝於封建制，封建非聖人本意，所著《封建論》對後人多所啟發。柳宗元在經學方面追隨啖助、陸淳的春秋學，主張經學不可淪於瑣碎，須闡述聖人義理，影響後世的春秋學。柳宗元在宗教方面認同佛教，並做為其仕途失敗的慰藉。他認為儒、釋兩者並無衝突，可以並存互補。後世編撰柳宗元作品《柳河東集》傳世。

## 家族
柳宗元出自河東柳氏西眷。五胡十六國時，柳宗元祖先柳恭率領族人南遷，其玄孙柳僧習於500年自南齊歸附至北魏，成為高官，柳僧习的兒子們亦在西魏擔任高官。隋、唐初，柳家在政治上顯赫一時，接近關隴集團勢力中心，多次和皇室聯姻。柳宗元堂伯高祖柳奭的外甥女為唐高宗的王皇后:30-33，但在武則天當權後，王皇后被廢和處死，柳奭亦被迫辭去宰相之職，658年以謀逆之名處死，家人被發配為奴或流放，為官的柳氏族人多被貶抑，自此河東柳氏再也沒有重拾昔日政治上的顯赫地位，成為普通的「舊族」，社會聲望遠低於其他山東士族如博陵崔氏、趙郡李氏，當代學者陳弱水評曰此時柳氏已成為「第一等級中的二等家族」:34-35。
柳氏堅持北方士族的傳統，恪遵儒家道德規範與禮儀，熟讀儒家經典，久居長安而不回鄉。安史之亂時，柳宗元父親柳鎮帶領家族逃走，先到河東的王屋山，再到南方的吳地。戰亂結束後，柳鎮重返長安為官，但此時河東柳氏已漸趨沒落，惟與關隴集團仍聯系密切:36-38。柳宗元妻子來自弘農楊氏，岳父楊憑曾任京兆尹。河東柳氏也和山東士族通婚，柳宗元的母亲出自范阳卢氏北祖帝师房，连续五代祖先都是大儒，柳宗元叔公的妻子出自趙郡李氏。柳宗元生於經濟富足之家，其家族在長安西郊有數頃土地，俸祿豐厚。其家庭教育優良，藏書豐富，愛好書法與音樂:39-40、42。

## 生平

### 長安時期
柳宗元童年生活平靜舒適，三歲時就跟母親學讀詩，以神童聞名，十餘歲時曾跟隨父親柳鎮往長江中游地區，居住五年後回到長安。789年，十六歲起參加科舉進士科考試，考了四次終於高中。793年父親柳鎮去世，柳宗元開始守喪，期間不能做官，跟隨叔父前往邠州、寧州地區:43-45，曾遊歷至邊區青州等地。796年叔父過世，同年柳宗元與楊氏成婚。為了踏入仕途，他以兩年時間準備，成功通過「博學宏詞」考試。798年，柳宗元初次獲任命，擔任中書省集賢院編纂，後轉藍田縣尉，803年擢升為監察御史里行，805年初再升為禮部員外郎，仕途順遂:46-47。柳宗元在長安時，與當時文壇領袖權德輿、崔之翰、士人領袖韋執誼交遊，結交同輩好友韓愈、蕭俛、李建、崔群、崔郾等；尤其與韓泰、李景儉、劉禹錫、呂溫、陳諫、韓曄、凌准等過從甚密，他們關心政治改革，熱衷討論治國之術，王叔文、韋執誼、陸淳都是這個小圈子的領導人:51-56。805年1月，唐順宗即位，王叔文迅即掌握大權，領導柳宗元等約12個中層官員推行永貞革新，改革人事與制度，但被大部位權貴與官員認為是僭越奪權，引起反對:64-65、71-73。同年8月，順宗為宦官所迫而退位，柳宗元與王叔文、劉禹錫、韓泰等十人都獲罪而貶抑，遭到毀滅性的打擊。柳宗元被貶為邵州刺史，於9月離開長安:69、79、81。

### 外放時期

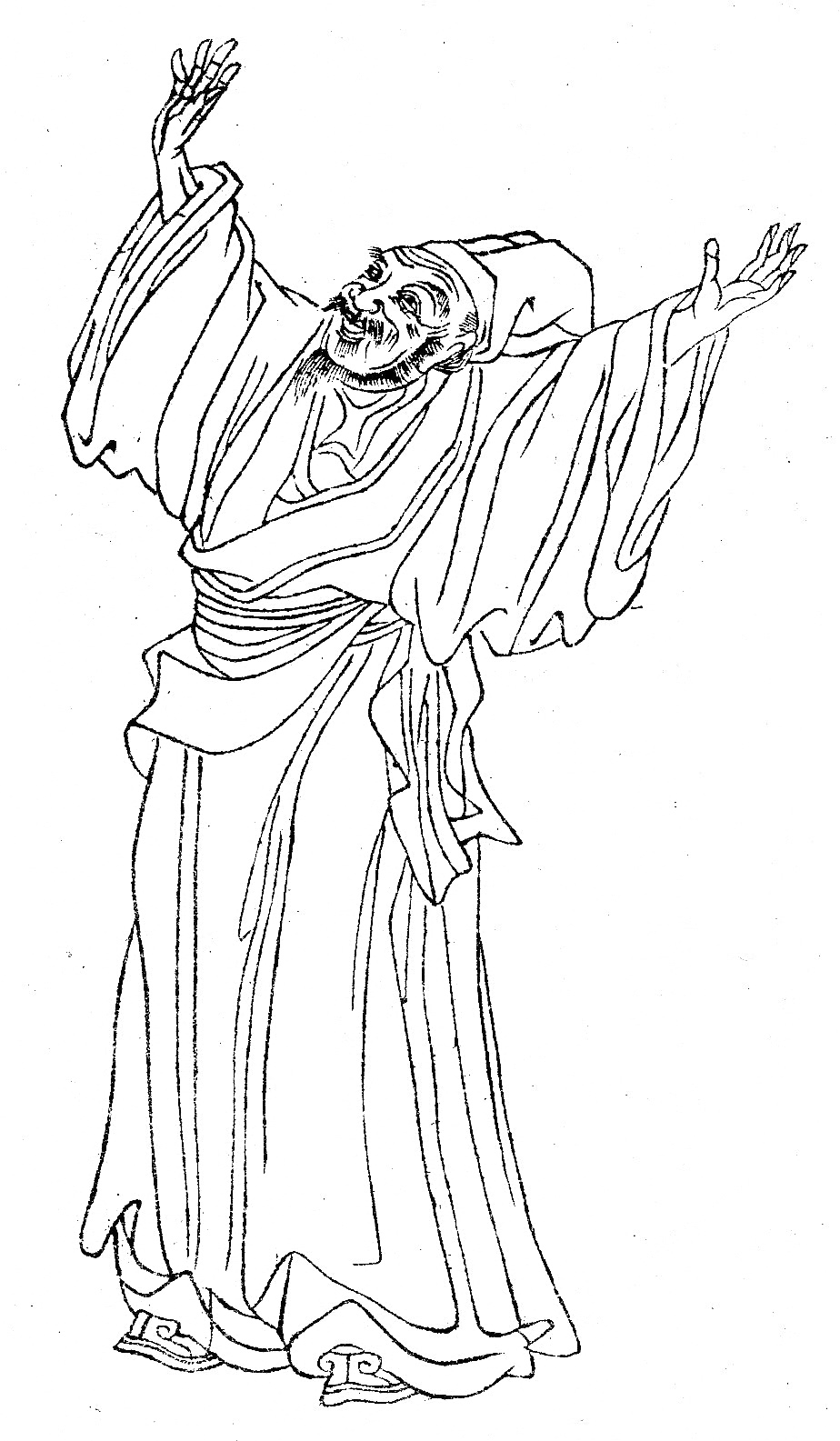
《晚笑堂画传》柳宗元像

永貞革新的失敗，是柳宗元人生轉捩點，從此長期流放。805年柳宗元前往邵州途中時，被追加懲罰，改調到更偏遠的永州，降職為司馬。在母親和外甥盧遵陪同下，他於年底到達永州，第二年母親去世，柳宗元當時內疚得想過自盡:194、81、171。他在永州待了十年，長期獨身，只有女兒沒有子嗣，長期患病，身體衰弱，生活孤獨痛苦，枯燥乏味，感時傷懷，沮喪憤懣，身處於國家最落後的地方:81-82、63。他感到舉世與他為敵，流放生活似乎永無盡頭。許多朋友疏遠他，甚至毀滅舊信。他在永州只有吳武陵一個志趣相投的好友，沒有任何行政職責，因司馬一職主要是安置流放朝官的閑職，他所能做的，就是為上級寫應酬信件:173、82-83。在近乎無望的環境下，柳宗元把自己改造成文學家和學者。正如韓愈後來所說，假如沒有流放，柳宗元就不能創作出傳之後世的作品。他努力讀書和寫作，探索永州的荒山，流連忘返於山川小溪之間，從遊山玩水以找到慰藉，寫下後世著名的山水遊記散文:63、83、186。
柳宗元寫了不少信件給權貴，懇求他們幫助自己獲赦。815年初，柳宗元由朝廷召回，回到長安不到兩個月，再度外任柳州刺史。跟永州一樣，柳州在當時士人眼中是蠻夷之地，還常受到臨近土著的侵擾。柳宗元在柳州喜獲一子柳周六（柳告），專心政事，減少寫作:173、81、84。他為百姓鑿井，教化當地土著:37，解放奴婢讓其贖身:51。819年，柳宗元卒於柳州，終年46歲，歸葬長安，他死後次子柳周七才出生:81、193、29、84。柳州人在羅池建廟紀念柳宗元:38。劉禹錫將其遺稿編為《唐柳先生集》刊行於世，後軼散，後世整理為《柳河東集》45卷:401。

## 文學

### 文論
柳宗元的文學思想屬當時古文理論的主流，和韓愈相似，基本觀念是，文學既要發揚儒家之道，又要追求藝術成就，文章的風格和內容一樣重要:134、133。其古文理論上承李華及元結等古文前輩的思想:385，也受到韓愈的激勵。年輕時柳宗元並不很著重文學，視文學創作為修辭技巧，不及政事重要，對古文並不熱心。後來他相信文學是用來闡明「道」的工具，「文以明道」:135、61、130，文學對士人雖只是「末」，不過也不可忽略，文學可以幫助士人領悟並闡明儒家之道「本」，一部好作品比一部沒有藝術價值的作品，更能有效地闡述儒家之道。先秦和西漢時的著作是文學典範。但他仍然認為文學推進儒學的能力是有限的，從政才可以實現儒家理想，文學雖能闡述儒家之道，但不能加以實現:131、135。他厭惡過度重視文學，光是「學古道，為古辭」是不足的:406。

### 散文

#### 遊記
柳宗元文風安靜，不像韓愈咄咄迫人，最為人所知的是山水遊記和寓言，尤其是遊記「永州八記」，文章融敘事、描寫、議論於一體:389。他在永州遊山玩水，想借山水擺脫內心的痛苦，山水遊記故意寫得冷靜超逸:34，一方面客觀刻劃山水形貌，一面以冷峭的反語故作歡娛，來抑壓內心的悲慨:173。永州山水為世人所輕蔑，正與柳宗元際遇相同，因此他特別為永州山水作記，寄託自己的悲憤。永州八記不僅是對自然的贊美，更是充滿對自己不幸境遇的憤慨:45、50。《遊黃溪記》強調永州山水之美，但因與首都遠隔萬里而被遺棄，儘管並不劣於北方的名勝，卻不獲好評，甚至被認為一無足觀；柳宗元自己也是被遺棄之人，藉文章抗議不公:47-48。《始得西山宴遊記》把山的無與倫比，含蓄比喻作者自己的優秀:109，並記下與自然融合的神秘體驗:187，感受到與萬物冥合，如同「悠悠乎與顥氣俱，而莫得其涯；洋洋乎與造物者遊，而不知其所窮」的心靈自由:307。《鈷鉧潭記》反映即使享受到與自然為伍的樂趣時，塵世的痛苦煩惱仍然在心底深處:188。《小石城山記》感慨人才在偏僻而陌生的地方白白耗費:32。《愚溪詩序》記下他在冉溪買下土地建成莊園，把冉溪改名愚溪，把小丘名為愚丘，還有愚泉、愚溝、愚池、愚島、自己的房子則叫愚堂，還建了一座愚亭。文章諷刺自己昔日的愚昩而非錯誤，抒發的是抗議與藐視而非後悔:189-190。
寫景方面，柳宗元特別擅長描寫山石，如「大石林立，渙若奔雲，錯若置碁，怒者虎鬬」、「怪石森然，周于四隅，或列或跪，或立或仆」:313。也有學者認為永州八記不是遊記。黃耀堃認為《始得西山宴遊記》所述遊歷甚至西山都是虛構的，文章只是寓言，文中「心凝形釋」之說來自道家《列子》一書:135-136，全文以虛擬手法表達《列子》思想，遊山只是一種冥想:137、140。倪豪士則認為永州八記詞句有受傳奇李公佐《南柯太守傳》影響之處:88。

#### 遊記以外
柳宗元一直是著名作家，在長安時所寫的贈序等應酬與紀念文章，已很受歡迎。他許多作品都描繪人民遭受苛政之苦，最著名、最具張力是《捕蛇者說》，講述永州的荒野中，有人寧願冒著被毒蛇咬死的危險，也要捕蛇以代替完稅:60、154。柳宗元現存約有12篇作品，都有「傳奇」體裁的風格。與其他傳奇相比，柳宗元總是直截了當寫出故事含義，使文章更像議論文，而故事只是文中論據:134-135。《種樹郭橐駝傳》指出種樹人郭橐駝的成功，在於遵循樹木天性，比喻妥善治理國家之方；《李赤傳》講述瘋子愛上茅廁女神，不顧朋友阻止，最終溺死於茅廁，故事的教訓是，世人的是非取捨，其實和李赤相同:380。柳宗元寓言現存約有十篇，攻擊迫害他的人與當權者，比喻作蠹蟲、猿猴、鷹、蛇等；寓言也諷刺自己在永貞革新中的天真和耿直:171，核心問題是人是否天性愚蠢，以及人在不幸中的掙扎。《蝜蝂傳》以昆蟲蝜蝂為例指出，貪得無厭的人會死於非命:36-37。《愚溪對》採用寓言形式，記夢見愚溪神見責。愚溪既清又美，又有益於世，然而不被世人承認，得名為「愚」，理由是此溪居於偏遠之地，不為有力者所知:47。柳宗元以罪人之身，為文往往使用曲筆，表面上以第三者身份書寫，實際上是自我敘述和表現。《祭呂衡州溫文》就是發洩自己的不滿，說呂溫等於自我告白和自我表揚:39-40，藉著悼念被貶的呂溫，感慨有政治理想，為國為民的人遭遇不幸，被貶謫而早死；貪贜枉法的反而高官厚祿，險詐狠毒的卻活得長壽:35-36。

### 詩歌
柳宗元詩歌傳世有140多首，約三成是山水詩，有的詩風幽峭峻潔，有的平淡簡古:179。名作《江雪》「千山鳥飛絕，萬徑人踪滅。孤舟蓑笠翁，獨釣寒江雪。」棲鳥不飛，行人絕跡，極寫大雪中的幽寂，然後以孤舟獨釣來點綴雪景，反映作者的孤獨寂寞，又不甘屈服的精神:303。其山水詩頗受南朝謝靈運影響，俱以遊山玩水寄託寂寞心情，客觀刻劃山水，駢偶句法凝練工麗。《構法華寺西亭》前半篇以寫景為主，敘事有層次，多用駢偶句法刻劃景物，如「遠岫攢眾頂，澄江抱清灣」，與謝靈運詩相似；後半直接抒懷，所謂「神舒志適」，只是故作歡娛解脫的反語，自我安慰:177-178。其他山水詩佳作如《溪居》，寫貶居永州時的生活，「曉耕翻露草，夜榜響溪石」，早晨時和農夫一起去耕田，夜裏坐船遊玩，表面上寫遊山玩水的逍遙自在，但「來往不逢人，長歌楚天碧」，反面寫寂寞的哀傷:42、45。《遊南亭夜還敘志七十韻》敘寫水上夜遊，雨後傍晚以輕舟出遊瀟湘，在舟上開懷暢飲，以蟹螯供朵頤之快，忽而在江空月高之時，隨流漂逸而去，任其止泊，「中川恣超忽，漫若翔且翱」，以「恣」「漫」二字，彰顯在水流和野風中的自由:308。感人之作如《與浩初上人同看山寄京華親故》：「海畔尖山似劍鋩，秋來處處割愁腸。若為化得身千億，散上峰頭望故鄉。」山尖似劍，割破愁腸，秋來遲暮，如果自己能有千萬個化身，每一個都會於山峰站立望鄉；寫來悲哀沉痛，直白有力:49-51。

### 辭賦
柳宗元曾模倣《離騷》作賦數十篇，其中《囚山賦》描寫環繞四周的楚山如同囚牢，自己如豬牛一般被囚禁在深牢之底，但見井口微光，荊棘叢中野獸咆哮，似看管他的惡犬；寫出陰暗的地獄山水:305-306。《招海賈文》則是模倣《招魂》和《大招》的題目與結構而變化其內涵，敘述四方上下有鬼怪食人魂魄，以此勸誡海商不要貪圖一時之利，冒險出海，不如留在故鄉平安度日，隱喻諷刺僥幸鋌而走險的士人，出人意表又别有新意:56。柳宗元有時會自比作屈原，為自己所遇到的不公辯護時，會用騷體賦寫作，如《悼屈原文》。他以騷賦體寫成《天對》，回應屈原的《天問》，文中指責許多古代傳說荒謬可笑，如大禹從母親背上裂縫生出來的故事:171、103，指出宇宙初開，渾沌不分，沒有什麼可說，後來分別明暗，有所變化，都是元氣的作用:704-705。《懲咎賦》先敘述其對古代治世的嚮往，和對當世的失望，自敘內心潔誠信宜，與「仁友」交往，每日盼望有所建樹，致君堯舜；對於改革失敗，歸咎於顧慮不周，讒妒交構，以致獲罪貶謫，獲罪只因不肯苟同於世，過於堅信理想:182-183。《逐畢方文》批評永州老百姓對怪鳥畢方的迷信，以為畢方釀成火災:190。

## 思想

### 儒家
柳宗元自視為儒家改革者，以堯舜孔子之道，安民濟世為使命。他指出儒家之道往往為世人忽視，受蒙蔽於禮教，渴望能重振儒學，指導現世生活。他追求的是「言道、講古、窮文辭」。在韓愈等人影響下，他鼓勵年輕學者「學古道，為古辭」。「道」就是儒家二帝三王之道，人倫五常之道:61-62、84、87；「古」是指古聖先賢的言行事跡:252，古道即是儒家理想。堯舜孔子等儒家聖人是最值得欽佩和學習的古人，他寫道「吾之所云者，其道自堯、舜、禹、湯、高宗、文王、武王、周公、孔子皆由之」，改寫自韓愈《原道》一文。:85、89-90聖人之道可通於萬物，極具意義，不能怠慢視之:402。道是「大公之道」，福澤天下百姓，堯禪位予舜，就是大公之道的體現。孟子認為應只講仁義而不講求「利」，柳宗元則表示反對，認為其說無視社會現實。他接受人類活動中有利己的一面:90-92。
柳宗元的終極關懷，是人民的福祉。儒家之道要為百姓帶來福祉，儒家信念的基礎，是對百姓疾苦的同情，聖人同情和力圖解救人民痛苦:153、152、92。孔子最高貴的品質，就是有不忍生民疾苦之心。一般士人也許難以避免逐求私利，但必須時時以天下蒼生為念:255-256。從政是實行儒道的最有效途徑。儒家之道即為政之道:260、258，也是治世之道，士人入仕做官，比做一個儒家學者更有價值，治世與道的關係也比文學與道的更緊密:92-93。柳宗元《伊尹五就桀贊》贊許伊尹五次求仕於桀德行崇高，以生民福祉為心:258。柳宗元相信在儒家的世俗生活以外，還存在其他如道家或佛教的合理生活方式，他在精神領域讓步於佛教和道家，沒有像韓愈那樣挑戰「佛內儒外」的前提，思想是比較保守的:125、128。

### 自然論
柳宗元批評漢儒的天人感應論，不相信天災是上天對人類的警告或懲罰。他抨擊漢代儒家董仲舒採用陰陽家天人相應的宇宙論，主張和荀子相似。柳宗元對天有一自然主義的概念，視天為自然的事物，由氣構成，有自己的法則與盛衰，與人類行為毫無關係:62、108、113。所謂天，是物質之天，自然之天，與大地萬物一樣，都是物質的東西，自然的變化是無意識的，人的活動才有意識。天不能賞功不能罰禍，人間禍福都和天無關；含冤怨天，或是以為天道仁慈會拯救世人，都是錯誤的:702、710。柳宗元著有《天說》一文，說明天人並不相干，上承荀子與王充之說，批評俗儒以為天能為人主宰，賞善罰惡，而不知天時人事，各有其領域。天與其他山川草本都同屬自然界的現象，雖有變異亦與人無干:403。文章並批評董仲舒、劉向、揚雄、班彪等人的天命論「誑亂後代」，漢儒尊崇《呂氏春秋》，按五行、十二月、七十二候來施政，實違背聖人之道:404。柳宗元又著有《時令論》，批判《禮記・月令》的天人感應是迷信的，君主的慶賞、刑罰、措施和政令，完全沒有必要與天時配合，其《非國語》則指出，地震、山崩、河涸，都是陰陽之氣流動衝激的作用，人的認識不能完全了解這些作用，但可以肯定的是，這些作用都不是替人打算，或為人作什麼準備:708、711。
人倫道德也和天無關，道是人世間的道，是道德準則，不存在其他宇宙論或形而上的真理。他尤其憎恨傳統儒家視「天」為價值來源的想法，極端抗拒「天道」:112、96-97。道德準則是世俗的，沒有超自然、超驗、形而上的來源或根據，現世沒有聯繫於另一世界。未能遵守儒家之道，也不一定帶來災禍。柳宗元理解的道局限於人類社會、世俗層面，沒有先驗、宇宙論的基礎，相對於韓愈，柳宗元的觀點是較保守的:100、119。

### 政治與社會
柳宗元一直關注受苦的百姓，尤其是深受暴政之苦的人民。他提倡要忠於朝廷，政府應減少干預人民，反映他反對當時藩鎮割據，亦反對政府聚斂以應付軍費。在《捕蛇者說》，他批評中唐時的賦稅制度，反映農村的蕭條破敗:153、96、155。
他摒棄了天命的觀念，主張人民的支持，是王朝合法性的唯一來源，鞏固君王統治權的正是百姓的支持，「受命不於天，於其人」。他是中國傳統主要思想家中唯一一個直率抨擊天命論的學者:159。政權的建立，是由於聰明有力者掌握強權，以實行公理；君主的設立，既非出於人民的自然擁戴，更非上天授命:402。他贊揚零陵縣令薛存義能廢除苛刻不公的賦稅，認為老百姓才是天下的主人，官員只是他們的公僕，「蓋民之役，非以役民而已也」。被自己僱來為自己服務的人殘暴地對待，是最嚴重的不公。這可能是中國傳統官民關係思想中最具有民主觀念的，即使至清代黃宗羲，也沒有像柳宗元那樣，從官員是百姓出錢僱用的公僕出發來論證官員的責任:157、159。柳宗元論及政治起源及政權基礎的觀點，可說近乎儒家「異端」:406。
古人大多認為封建天下，乃天子分封的結果，柳宗元《封建論》則一反舊說，認為封建天下，乃政治組織發展由小至大的最後結果:402。他辯稱古代封建制度並非聖人的設計，亦非出於人力，而是歷史發展的結果，「故封建非聖人意也，勢也」:97。商湯和周武王都是依靠諸侯才能成功，成功以後當然不能廢除封建制，他們保存封建制，是當時形勢所決定的。封建並不是聖人的意思。歷史事實證明郡縣制優於封建制:719、721、715。他討論封建制度與郡縣制度的利弊，所關心的可能是中唐時藩鎮割據問題，否定任何分裂的政治制度:98。學者考證《封建論》一文參考了杜佑《通典》中的觀點，是杜佑之論的深化發展:73、78。柳宗元指出郡縣制打破了貴族世襲的制度:722，他有意打破貴族與其他社會階層的界線，其《永州鐵爐步志》諷刺貴族世家的階級優越感，以及其所受到社會的吹捧。他支持貴族的沒落，相信人從本質上都是平等的，都是秉氣所生。人的社會政治地位，應由他的品質優劣來決定，而不是他的出身門第:159-162。

### 處世
柳宗元主張做人要明哲保身以求存，容忍種種不如意，和別人和諧相處，以免受傷害。世上「善人少，不善人多」，做人應像馬車那樣「內方外圓」，心中牢記自己的原則，而圓滑地應對這個不完美的世界:173-174。他引用儒家格言如「允恭克讓」、「危邦不入，亂邦不居」以證其說，也引用《道德經》如「守其雌」，以說明要謙讓順從。儒家思想和老子思想本質上沒有不同，都教人要謙卑自全:175-176。

## 經學
柳宗元追隨啖助、陸淳的春秋學，主張經學不可淪於瑣碎的章句之學，而是要做到「聖人有心，由我而得」:267。他是經學家陸淳名義上的弟子，802年前後，又與劉禹錫、韓泰一起受學於國子監老師施士丐，學習《詩經》。在永州時，他深入研究經學，認為馬融、鄭玄都只是「章句師」，解釋經中隻言片語，而忽視其整體含義:56-57、137。他挑戰傳統經學以評注為主的方法，主張經學的目的在於領悟聖人之心和「道之原」。不過，客觀地理解經典是進一步求道的基礎，前人評注仍有重要性。柳宗元並未對五經下注解，主要興趣在《春秋》經，《晉文公問守原議》一文批評《左傳》中晉文公讓宦官議政:138-140。《國語》在唐代被視為「《春秋》外傳」，左丘明所作，柳宗元撰有《非國語》，指出《國語》「謂之近經」，卻包含很多荒謬觀點。與道相扺觸。《非國語》可視為對《左傳》的間接批評，受他批評的《國語》內容又見於《左傳》:141、143-144。

## 宗教

### 佛道二教
柳宗元不算虔誠佛教徒，但一生都贊同佛教。他自小就喜歡佛教，在長安時曾與靈澈等南方僧人交遊:102、57-58。初到永州時沒有居所，住在永州西郊龍興寺，因喜愛信佛，他也很喜歡這新住所，一個女兒出家為尼。柳宗元不坐禪、不持佛誦號，但誦讀佛經，與僧人思想交流。他認為佛教是智慧之源，開悟啟智，使人更深刻地洞察真理，不受日常生活所蒙蔽:177-179、183，是他的心靈支柱。他和永州當地佛教徒關係密切，尤其是天台宗與律宗，最親密的精神伙伴是龍興寺住持重巽，和南岳衡山的僧人也有接觸。他自覺深刻了解佛教教義，非常欣賞「中觀」和「中諦」思想，認為天台宗的中諦是佛教教義根本:83、178、180-181。柳宗元的佛教情懷主要是對自己仕途失敗的反應。佛教思想可能賦予他一種超然的態度看待自己塵世中的失敗，不用耿耿於懷。他懷有「佛內儒外」思想。認為佛教與儒家教義上沒有衝突，可以共存:191、181、184-185。佛教所講的佛性，就是儒家的性本善，佛教儒家並無矛盾，中心思想基本一致，孔子以後儒家衰敗，幸而有佛教傳來恢復儒家之道，佛教可說不是儒家的敵人而是功臣:729、726。他幾次為了維護佛教而反駁韓愈，認為韓愈所恨的只是佛教的外表，而遺棄其內部精神，就像遺棄了石頭而不知石中寶玉。柳宗元卻批評禪宗，相信並沒有禪宗所謂頓悟成佛的直接途徑，不遵從行為規則和戒律就不可能淨化自己。他也抨擊禪宗主張不讀佛經，有反智傾向:102、181-183。
柳宗元贊同老子哲理，對道教卻甚為鄙視，指出長生不死是不可能的，追求長生術是自私的，那種生活毫無意義:87、104、115-116。如果不死就算長生，他質問：樹木石頭烏龜都長存，難道也算得道嗎:727？

### 反迷信
柳宗元批判世人一切超自然、迷信的觀念，包括道家追求長生不死、神跡、占卜、巫術、相面、星占、風水、祖蔭、吉兆凶兆、崇拜鬼神、祭祀、擇日等等。他在《非國語》攻擊《國語》一書記錄的種種超自然觀念:104、101，批評春秋時期對天的各種討論迂誕愚昩，也嘲諷伏羲牛頭人身、女媧人頭蛇身等神話傳說，可說秉持經驗主義、現實主義:108、102-103，個人命運和自身功過是沒有關係的，不存在因果報應或善惡終有報。古代聖人有時神道設教，但柳宗元懷疑聖人自己是否真正相信鬼神存在，也許只是借此誘導愚夫愚婦。祭祀只是象徵性地表達人們關心的事情。政府若是切實施行仁政，朝廷儀式也沒有存在必要。這說法受到後世儒家學者的讉責:114、116-118。

## 影響
柳宗元聲譽日隆，雖然身處南荒，也有不少青年士子遠來求教:251。在他的發起下，天人關係成為中唐當時的重要議題，韓愈、白居易、元稹、呂溫、劉禹錫、李翱、牛僧孺都為文回應柳宗元對天看法，大體上都反對天人感應之論。宋代歐陽修並刪去《新唐書．五行志》一章裏有關天時與政治活動相關聯的部份:119、121。柳宗元的春秋學是宋代春秋學的源流，產生過巨大影響。後人所著的封建論很多，都不能無視柳宗元《封建論》一文:11、55，不管同意與否，宋人封建論都以柳宗元的論述為前提，受他啟發而發展，如葉適、陳亮的立論都參考過《封建論》:60、57。永州八記描述生動，感慨深沉，對後世遊記有長久影響。永州八記發現美景而不願私有，欲公諸同好:10，要把奇山異水藏在文章裏，以傳後人。這種想法從朱熹到惲敬的遊記裏，屢加強調。《始得西山宴遊記》等文臥遊坐觀，以小喻大，以近喻遠，把山水擬人化，後來蘇軾、范成大、徐宏祖、袁枚等人都有類似寫法，錢邦芑甚至有抄襲之嫌:11。蘇舜欽《滄浪亭記》明顯學柳宗元《鈷鉧潭西小丘記》:10；姚鼐描寫溪石「若馬浴起，振鬣宛首而顧其侶」，亦學習自《鈷鉧潭西小丘記》「若牛馬之飲於溪」:11。北宋時，穆修校訂出版了柳集，為古文復興奠定基石，影響了當時簡古和晦澀的文風，也影響了蘇軾的為文。柳宗元詩對宋人的審美觀和藝術觀都有影響，蘇軾、黃庭堅等人都學柳詩「簡古澹泊」的風格:7、16-17，黃庭堅《遊愚溪》正學習《愚溪詩》。辭賦方面，梅堯臣《乞巧賦》學習柳宗元《乞巧文》:102。

## 地位與評價
中國文學史上，柳宗元是與韓愈齊名的散文家:376，甚或認為他作為散文家超過了韓愈:31，二人都是唐代古文運動的代表性巨人，倡導古文運動的代表人物。柳宗元通過其文學創作的出色成就建立起自己的地位，展示了古體散文既是交流思想的出色途徑，也能創作富於文學價值的作品:129-131。自宋代起，柳宗元就因其優秀山水遊記與山水詩，與王維、孟浩然、韋應物一起，被視為描寫自然景色與隱居生活的四位唐代大師:190。柳宗元是中國遊記的奠基人，永州八記前承元結的《右溪記》，後啟宋明以下的遊記，後人奉為遊記典範。到了永州八記，遊記散文才兼有感性與知性，把散文藝術中寫景、敘事、抒情、議論之功共冶一爐:10-11、52。宋代文壇大體上崇韓抑柳。《舊唐書》對柳宗元評價甚高，宋初柳開、王禹偁都並尊韓愈與柳宗元，把柳宗元視為韓愈的響應者:1-3、9，歐陽修卻把柳宗元視為「韓門之罪人」，宋祁亦認為柳文不如韓文。蘇軾則稱讚柳文妙絕古今:6、11、18，學習柳文，啟發了宋人對柳宗元的關注與好評。柳文在南宋以後更受重視，受確立為古文典範，地位與韓愈等同:19、21。南宋王十朋說柳文「普行於世，學者之所取法，真文章宗匠也」。詩歌方面，柳宗元和陶淵明常常相提並論:103、102。柳宗元詩在唐代不受重視，到宋代卻受到歡迎，一般認為柳詩亦於勝於韓愈詩，蘇軾認為柳詩在陶淵明之下，韋應物之上:18、17。
思想史上，柳宗元是中唐儒學復興運動的領袖，屬於唐代士大夫中開始探究儒家之道的第一代人，預示著儒家思想傳統的復興。他把儒家之道界定為民本之道與治世之道，代表了中唐時儒家的主流思想:128、99、121。柳宗元的政事和思想，雖受宋代道學家所批評，但宋代士大夫基本上肯定政治家柳宗元:22、38。宋人一面批評柳宗元的政治主張，一面讚賞他是個有為的政治家。經學方面，《非國語》一書則受司馬光、江惇禮、蘇軾等批評:46、51-52，不為宋人所接受。1104年朝廷下敕封柳宗元「文惠侯」，1158年封為「文惠昭靈侯」:54、20-21。現代中國學者視柳宗元為唯物主義思想家:31。